# Amfiesmenòpters
Els amfiesmenòpters (Amphiesmenoptera) són un superordre d'insectes endopterigots establert per Willi Hennig en la seva revisió taxonòmica dels insectes per tal d'agrupar els ordres Tarachoptera, Trichoptera i Lepidoptera. Els dos darrers ordres tenen larves amb estructures bucals i glàndules que produeixen seda.
Aquest grup probablement va evolucionar al Juràssic a partir del grup extingit Necrotaulidae. Els membres de Lepidoptera es diferencien dels altres ordres en diverses característiques, incloent-hi les venes de les ales, forma de les escates, manca de cercs, manca d'un ocel i diferent estructura de les potes.